# Nordlig hökgök
Nordlig hökgök (Hierococcyx hyperythrus) är en östasiatisk fågel i familjen gökar inom ordningen gökfåglar.

## Kännetecken

### Utseende
Nordlig hökgök är en rätt liten (28-30) hökgök. Ovansidan är skiffergrå med brunaktiga vingar samt grå- och svartbandad stjärt med ett brett subterminalt band och roströd spets. På huvudet syns en vit mustasch och vit nackfläck, en gul ögonring. Resten av undersidan är blekt roströd med smala, grå streck. Näbben är gul med svart spets. Könen är lika, men ungfågeln har beigespetsade fjädrar, vitspetsad stjärt samt svartstreckad och dito fläckad undersida.

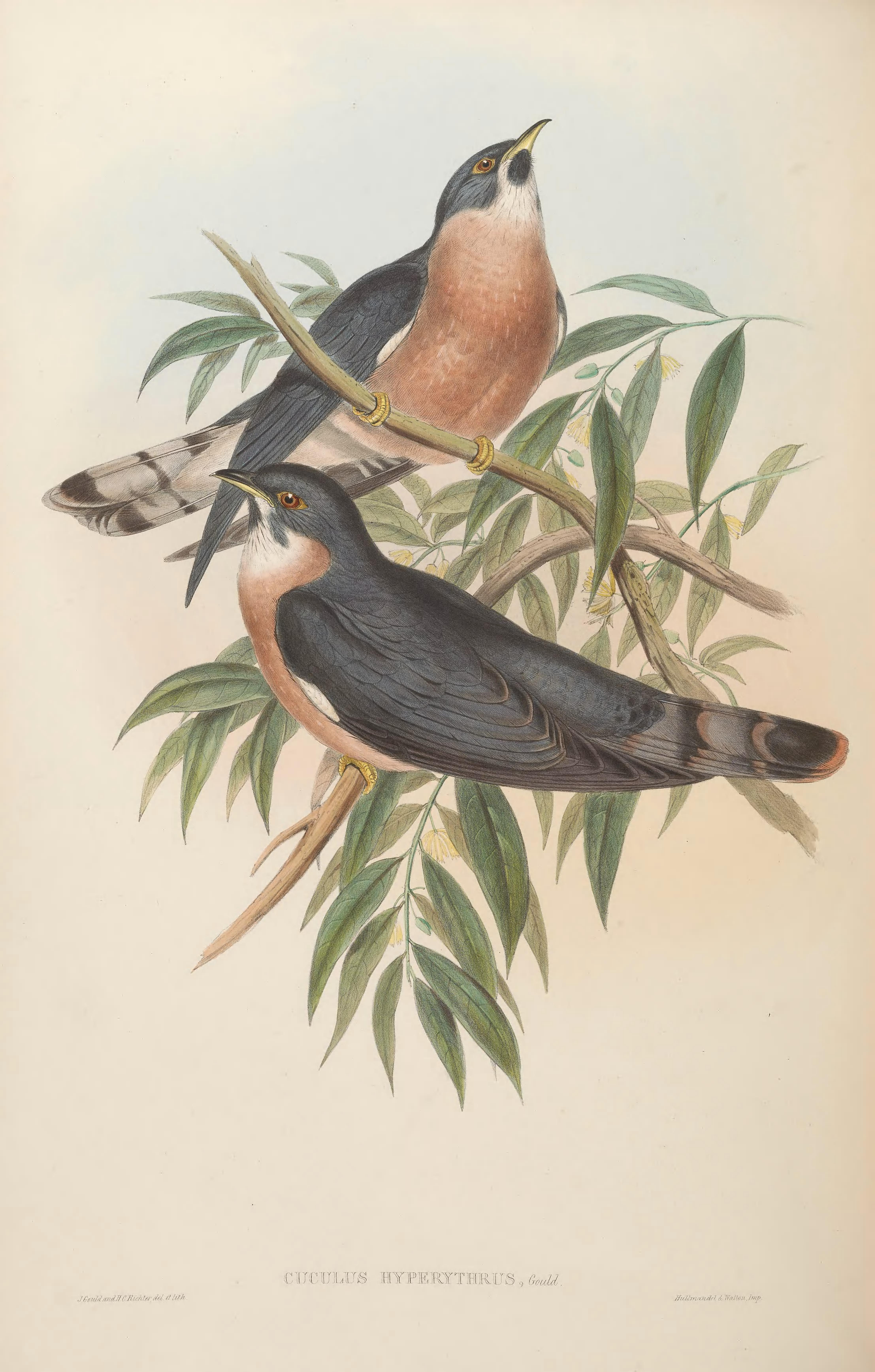

### Läten
Spellätet är en tvåstavig vissling "zhiu-ichi", lik visselhökgök och malajhökgök, men hårdare och längre. Ett annat läte är en tre sekunder kort drill som först stiger och sen sjunker i tonhöjd.

## Utbredning
Fågeln återfinns från nordöstra Kina, ryska Ussuriland och Sachalin vidare söderut till Korea, Japan och sydöstra Kina. Vintertid flyttar den så långt söderut som till Borneo. 

## Systematik
Tidigare betraktades den vanligen som en underart till H. fugax (tillsammans med taxonen pectoralis och nisicolor) men urskiljs nu som egen art. Nordlig hökgök har också liksom andra i släktet Hierococcyx istället placerats i Cuculus. Den behandlas som monotypisk, det vill säga att den inte delas in i några underarter.

## Levnadssätt
Nordlig hökgök påträffas i både löv- och barrskog, ungskog, bambusnår och plantage, i Japan upp till 2300 meters höjd. Den födosöker i buskar och undervegetation på jakt efter insekter, huvudsakligen fjärilslarver, men även frukt och bär
Found in deciduous semi-evergreen and evergreen forest. Also in secondary forest, bamboo thickets and plantations. Occurs up to 2300m in Japan. Fågeln häckar från juni till september. Liksom övriga hökgökar är den boparasit, det vill säga lägger ägg i andra fåglars bon, i Japan bland annat blånäktergal.

## Status och hot
Arten har ett stort utbredningsområde, men tros minska i antal, dock inte tillräckligt kraftigt för att den ska betraktas som hotad. Internationella naturvårdsunionen IUCN listar arten som livskraftig (LC). Världspopulationen har inte uppskattats men den beskrivs som ovanlig till sällsynt i hela utbredningsområdet.